# Сен-Фост
Сен-Фост (фр. Saint-Faust) — коммуна во Франции, находится в регионе Аквитания. Департамент — Атлантические Пиренеи. Входит в состав кантона Бийер-э-Кото-де-Жюрансон. Округ коммуны — По.
Код INSEE коммуны — 64478.

## География

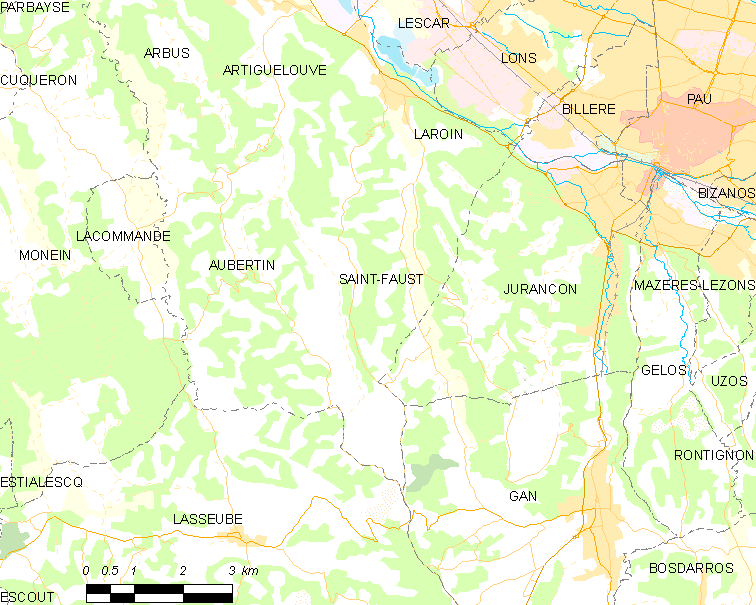
Карта коммуны

Коммуна расположена приблизительно в 660 км к югу от Парижа, в 175 км южнее Бордо, в 8 км к юго-западу от По.

### Климат
Климат тёплый океанический. Зима мягкая, средняя температура января — от +5°С до +13°С, температуры ниже −10 °C бывают редко. Снег выпадает около 15 дней в году с ноября по апрель. Максимальная температура летом порядка 20-30 °C, выше 35 °C бывает очень редко. Количество осадков высокое, порядка 1100 мм в год. Характерна безветренная погода, сильные ветры очень редки.

## Население
Население коммуны на 2010 год составляло 762 человека.
| 1962 | 1968 | 1975 | 1982 | 1990 | 1999 | 2010 |
| ---- | ---- | ---- | ---- | ---- | ---- | ---- |
| 458  | 413  | 437  | 554  | 658  | 729  | 762  |

## Администрация
| Период | Период | Фамилия       | Партия | Примечания |
| ------ | ------ | ------------- | ------ | ---------- |
| 1977   | 1995   | Жан-Клод Лаба |        |            |
| 1995   | 2001   | Ив Гандон     |        |            |
| 2001   | 2008   | Серж Реннер   |        |            |
| 2008   | 2014   | Жан-Жак Моро  |        |            |
| 2014   | 2020   | Жан Мурлан    |        |            |

## Экономика
В 2010 году среди 504 человек трудоспособного возраста (15-64 лет) 370 были экономически активными, 134 — неактивными (показатель активности — 73,4 %, в 1999 году было 71,1 %). Из 370 активных жителей работали 347 человек (189 мужчин и 158 женщин), безработных было 23 (13 мужчин и 10 женщин). Среди 134 неактивных 44 человека были учениками или студентами, 68 — пенсионерами, 22 были неактивными по другим причинам.

## Достопримечательности
- Церковь Св. Иоанна Крестителя (XIX век)[4]

## Фотогалерея

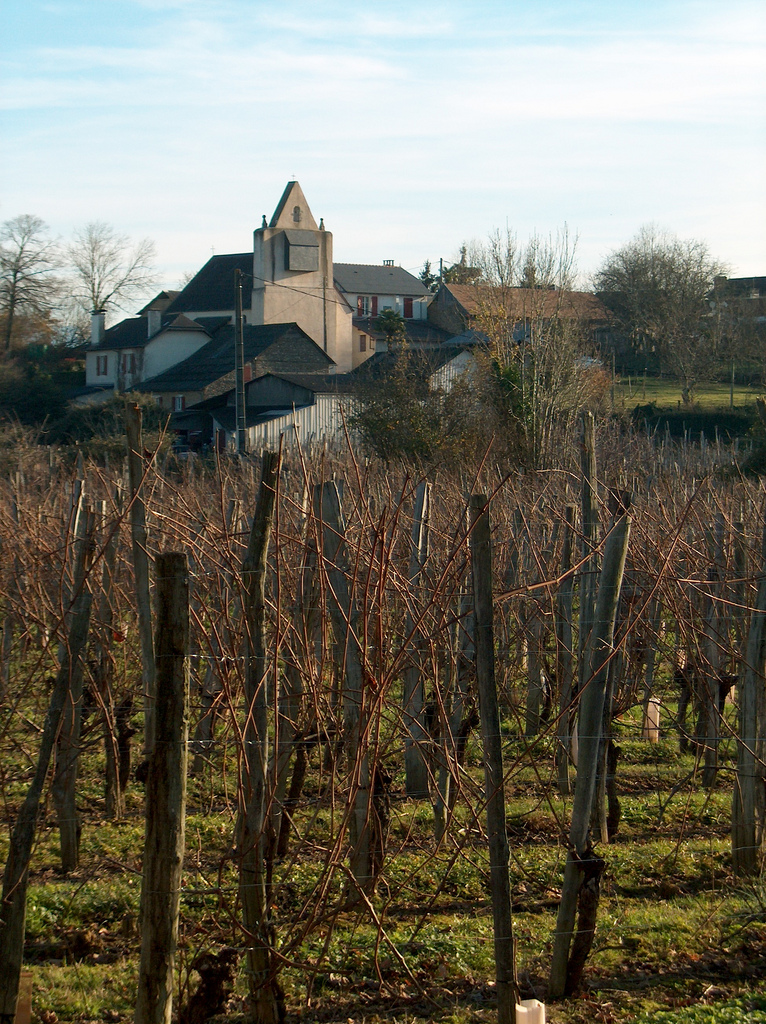
Церковь Св. Иоанна Крестителя
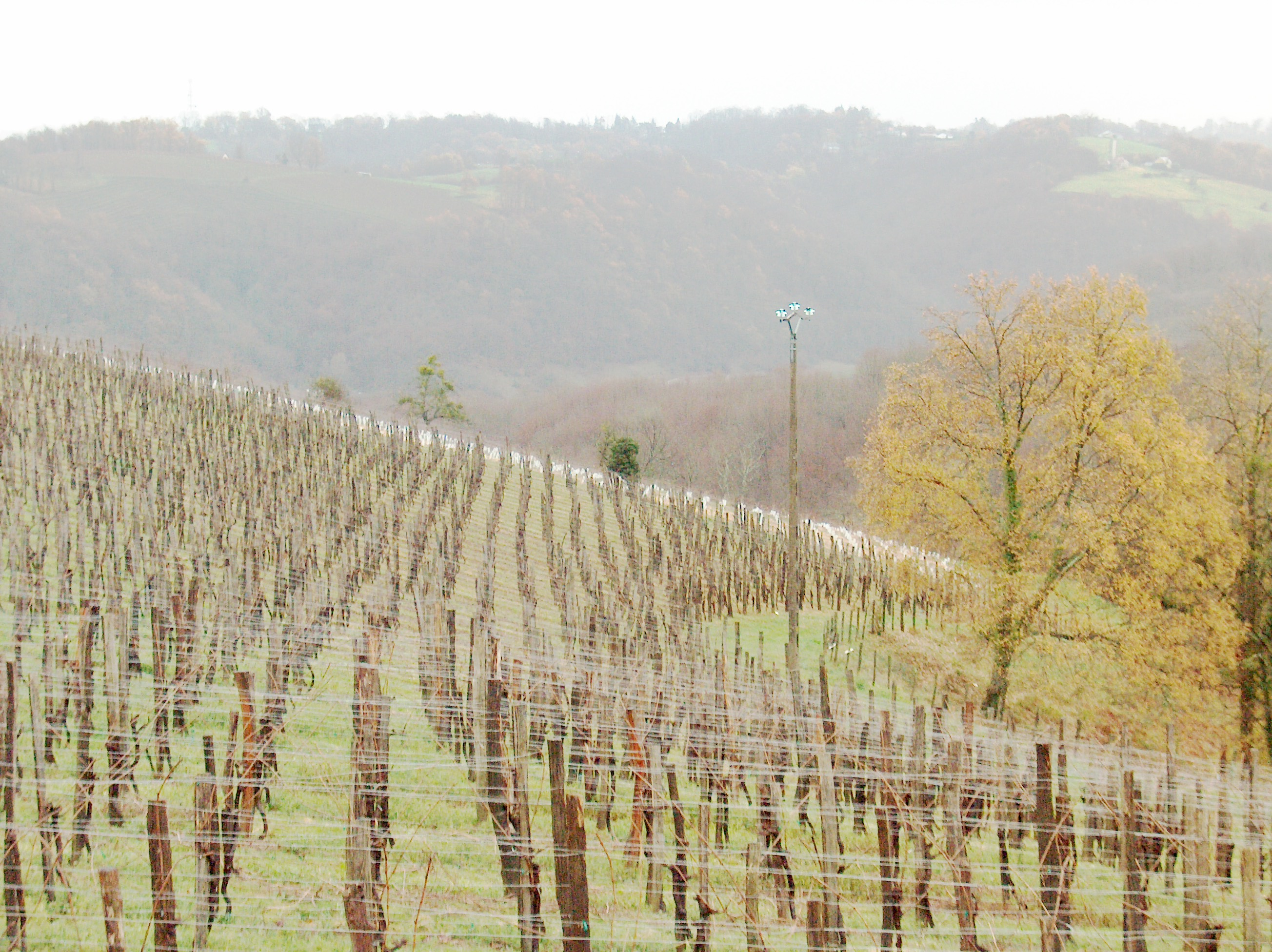
Виноградник